# Fourques (Gard)
 Fourques  es una población y comuna francesa, situada en la región de Languedoc-Rosellón, departamento de Gard, en el distrito de Nimes y cantón de Beaucaire.

## Demografía[6]
| 1495 | 1492 | 1614 | 2047 | 2251 | 2544 |
| Para los censos de 1962 a 1999 la población legal corresponde a la población sin duplicidades (Fuente: INSEE [Consultar]) |      |      |      |      |      |